# Lípy na křižovatce
Lípy na křižovatce je skupina dvou památných stromů lip malolistých (Tilia cordata) rostoucích kolem křížku na křižovatce silnic II/291, III/2909 a III/2912 východně od města Frýdlant ve Frýdlantském výběžku na severu České republiky. Stromy jsou chráněny na základě rozhodnutí městského úřadu ve Frýdlantě ze dne 27. května 1994, jež nabylo účinnosti 26. června 1994.